# Heinz Hall for the Performing Arts
La Heinz Hall for the Performing Arts è un centro di arti dello spettacolo ed una sala da concerto situato al 600 di Penn Avenue, nel distretto culturale di Pittsburgh, in Pennsylvania. Sede dell'Orchestra Sinfonica di Pittsburgh (PSO) e dell'Orchestra Sinfonica dei Giovani di Pittsburgh, la sala di 2.676 posti presenta circa 200 spettacoli all'anno. Originariamente costruito nel 1927 come Loew's Penn Theatre, l'ex palazzo del cinema è stato ristrutturato e riaperto come Heinz Hall nel 1971.

## Storia
Costruito come Loew's and United Artists' Penn Theatre la costruzione dell'edificio cominciò il 6 gennaio 1926 e fu completata nel 1927 sul sito dell'ex "Hotel Anderson". Il magnate del cinema e pioniere Marcus Loew assunse lo studio di architettura Rapp & Rapp per la progettazione del palazzo del cinema. Il Grand Lobby era particolarmente impressionante, con i suoi 50 piedi (15 m) di altezza del soffitto a volta di Venezia, le massicce colonne ornamentali, la scala in marmo, i lampadari in bronzo e cristallo e le tende di seta.
Come molti palazzi del cinema degli anni 1920, il Penn di Loew cadde in disgrazia nel 1960. La concorrenza di televisione e cinema di periferia insieme con gli alti costi di manutenzione riducevano sempre più la redditività. Il teatro chiuse i battenti nel 1964 e fu programmato per la demolizione. Henry J. Heinz II e Charles Denby, Presidente della Pittsburgh Symphony Society, insieme alla Fondazione Andrew W. Mellon, la Conferenza Allegheny e l'Autorità di Riqualificazione urbana di Pittsburgh, acquistarono il sito e salvarono il teatro con lo scopo di creare una nuova sede per l'Orchestra Sinfonica di Pittsburgh.
Dal 1967 al 1971 l'edificio venne ampiamente rinnovato. Mentre l'architettura di base rimase invariata, l'ingresso fu spostato verso l'esterno di fronte a una finestra ad arco di 40 piedi (12 m). I lampadari da una tonnellata furono ricostruiti ed i loro cristalli sostituiti. L'arredamento originale policromo fu sostituito da un disegno bianco e oro brillante. Gli elementi decorativi dell'auditorium furono sostituiti da deflettori acustici per convertire l'ex cinema in una sala da concerto dal suono brillante. Il retro dell'edificio fu ampliato, aggiungendo quasi 30 piedi (9,1 m) al palcoscenico, e fare spazio agli spogliatoi, ad una libreria musicale ed alle sale per le prove.
L'inaugurazione ufficiale della Heinz Hall avvenne il 10 settembre 1971.
Nel 1982, la Fondazione Heinz sponsorizzò la creazione dello Heinz Hall Plaza ed una aggiunta di quattro piani alla sala.
Nel 1995, la Heinz Hall subì un ulteriore rinnovamento durato quattro mesi, del costo di $ 6,5 milioni, tra cui una nuova shell (pannello acustico) per l'orchestra, colonne montanti acustiche, una nuova farfalla riflettore del suono, miglioramenti di riscaldamento e condizionamento, vernice fresca, carta da parati e lamine d'oro e poltroncine dell'auditorium rinnovate.

## Contesto
La Heinz Hall praticamente non sarebbe mai esistita perché erano stati fatti progetti per un intero complesso culturale nella zona Upper Hill District, sopra l'Arena Civica del costo di $ 40.000.000. Questo piano fallì quando divenne enormemente prioritario il nuovo stadio per i Pittsburgh Steelers ed i Pirates. L'Howard Heinz Endowment sborsò 850.000 $ per il cinema chiuso e vuoto noto come "Tempio del Cinema" di Pittsburgh nel 1967. La famiglia Heinz avrebbe anche voluto finanziare la ristrutturazione multimilionaria del centro per le arti dello spettacolo che avrebbe ospitato tutte le Compagnie locali di produzione.
Henry John Heinz era un contributore attivo ed una forza importante per lo sviluppo del centro di Pittsburgh, in particolare del distretto culturale. Chiamato un "filantropo generico" da un amico, H.J. Heinz ha donato alle arti, alla sanità, all'istruzione, alla conservazione storica ed è stato un contributore attivo in ogni parte della città. Carol Brown, presidente del Trust Culturale dichiarò (circa H.J. Heinz), "Era un uomo di grande gusto. Si aspettava il meglio e si aspettava che i suoi standard venissero rispettati." Heinz era una potenza in particolare nel campo delle arti, e tutto questo mentre dirigeva la nota azienda che suo nonno aveva fondato.

## Ristrutturazione

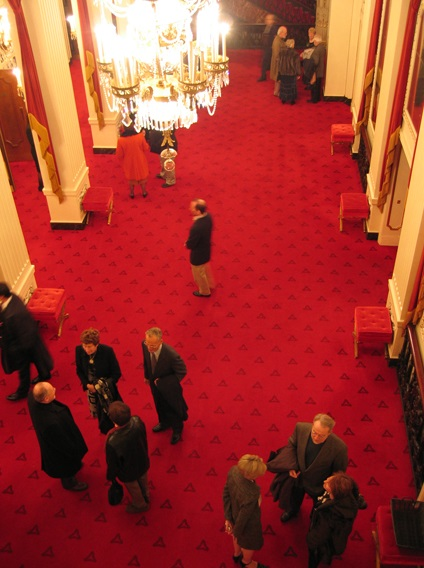
Grand Lobby of Heinz Hall

La ristrutturazione di un vecchio palazzo del cinema era un progetto più percorribile, rispetto all'enorme costo di costruzione di un nuovo complesso per le arti dello spettacolo. Anche se gran parte della grandezza del Loew's Penn rimane ancora, l'arredamento dell'Heinz Hall rinnovato è relativamente semplice, pur mantenendo le linee eleganti del teatro originale. Ci vollero tre anni perché il rinnovamento da $ 10 milioni fosse completato, la maggior parte del lavoro fu svolto dai specialisti ed artigiani locali. Solo per mettere le foglie d'oro a 24 carati ci sono voluti 18 mesi per due artigiani locali della società A.J. Vater. I lampadari originali del teatro furono ricostruiti e ridisegnati con nuovi cristalli. Una volta all'anno, tutti i lampadari vengono abbassati per pulirli e sostituire le lampade. La buca dell'orchestra è alimentato da un ascensore idraulico ed è in grado di contenere 80-85 musicisti. Una nuova ala a cinque piani è stata aggiunta nel retro dell'edificio. Ed ha aggiunto 25 Piedi (7,6 m), sul palcoscenico e ha in più molti spogliatoi e sale prova insonorizzate. La sala prove principale ha le stesse dimensioni del palcoscenico, permettendo all'orchestra di mantenere la disposizione dei posti che ha durante il concerto anche durante le prove. L'acustica del teatro originale, progettato per film e vaudeville, è stata resa più brillante con la rimozione dei tendaggi pesanti e della tappezzeria e con l'aggiunta di deflettori acustici in tutta la sala. Il riflettore a ventaglio del proscenio aiuta ulteriormente questo progetto sonoro, rendendo la Heinz Hall "un bel colpo."
L'acustica è genericamente eccellente in tutta la sala rinnovata, con i posti più costosi nel cerchio della galleria dove il suono è migliore. Tuttavia i palchi di prima del Grand Tier (i posti a sedere del "box" deluxe nel mezzanino della Loew's Penn) sono acusticamente scarsi per i concerti, a causa della loro posizione in profondità sotto la sporgenza della balconata. La Heinz Hall fu un grande miglioramento per l'Orchestra di Pittsburgh rispetto alla sua sede precedente, la Moschea Siria, che era visivamente e acusticamente sciatta. Un'altra caratteristica del progetto della nuova sede è che dispone di un cinema che fa della Heinz Hall un luogo ideale per concerti o spettacoli con un'eccellente visibilità.

## Grande inaugurazione
William Steinberg diresse l'Orchestra Sinfonica di Pittsburgh al concerto inaugurale della sala il 10 settembre 1971. Due giorni dopo la Pittsburgh Civic Light Opera (CLO) ha avuto la sua serata di apertura nel suo quarto teatro. Articoli di giornale sulla apertura sono quasi impossibili da trovare perché il Pittsburgh Press era in sciopero al momento. Tra le celebrità in città per l'evento c'erano Charlton Heston, James Earl Jones, Agnes de Mille, e Gregory Peck. Il discorso di prammatica fu pronunciato da H. J. Heinz II.

## Aggiunte
Nel febbraio 1978, furono resi noti i piani per la costruzione di un giardino accanto alla Heinz Hall e l'edificio che ospitava Woolworth fu presto demolito. Il Garden Plaza aprì il 7 maggio 1982. Durante la primavera, l'estate e inizio dell'autunno il Garden Café è aperto a pranzo nei giorni feriali. Inoltre, durante l'intervallo gli ospiti possono andare fuori dal Plaza per vedere la cascata e la scultura d'acqua, Quartet di Angela Conner. Un altro posto per un evento particolare è l'elegante Sala Mozart. È necessaria la prenotazione, ma è aperto prima dello spettacolo per un pranzo o una cerimonia privata. Sia per la Mozart Room che per il Garden Café l'organizzazione del servizio è gestita da Catering Common Plea. Nel 2010 marciapiede e ingresso sono stati migliorati e nell'estate del 2011 il tetto sarà ristrutturato e sarà aggiornato il sistema audio e l'attrezzatura del palcoscenico, come parte di un continuo sforzo da 20 milioni di $ per rinnovare la Heinz Hall.

## Eventi di rilievo
Il 24 aprile 1979 il salone ospitò il meeting annuale degli azionisti della Gulf Oil Corporation, che in quel momento era la società più grande della città.
La stagione 1986-1987 fu emozionante per tre anniversari che si verificarono simultaneamente. Mentre il PSO ha celebrato il suo 90°, la Pittsburgh Symphony Society ha celebrato il suo 60°, e Heinz Hall ha celebrato il suo 15°
La stagione 1987-1988 fu l'inizio dell'apertura, nel centro della città, di un secondo centro per le arti dello spettacolo. Il Benedum Center (ex Teatro Stanley, un altro opulento vecchio cinema di un tempo) diventò la nuova sede della Pittsburgh Opera, del Teatro del Pittsburgh Ballet, della Civic Light Opera e del Pittsburgh Dance Council.
L'Heinz Hall per le Arti dello Spettacolo è noto per la sua grandezza ed eccellenza come una sala da concerto e un'attrattiva, il che lo rende un luogo ideale per trascorrere un pomeriggio per una matinée o uno spettacolo serale. Il PSO offre una vasta gamma di spettacoli musicali, come la classica, concerti pop con Marvin Hamlisch, Sinfonie con uno Splash, Fiddlesticks e per i bambini ed altro ancora. Tra le molte esibizioni dell'orchestra, la Heinz Hall ospita anche i tour di Broadway, serie di oratori ed è il luogo ideale per un evento speciale.
La Heinz Hall ha ospitato una serie di persone e di eventi importanti. Un concerto in memoria di un nativo di Pittsburgh, Fred Rogers, si è tenuto nel 2003, dopo la sua morte. Nel 2004, i musicisti locali si sono riuniti con ospite speciale, Bruce Springsteen, per il concerto per il Flood Aid in aiuto dei residenti locali dopo che molti quartieri erano stati inondati dall'uragano Ivan. Il 2º concerto di dicembre andò tutto esaurito. La sala ha ospitato il Vote for Change Tour degli artisti politicamente motivati il 1º ottobre 2004 e vanta esibizioni di James Taylor e le Dixie Chicks. Marvin Hamlisch ha diretto un concerto pop in quattro parti nel 1995 che in andò in onda su PBS. Una parte della serie Doo-Wop fu anche registrata sul palco. La Heinz Hall è stata per breve tempo vista nel film del 1991 Bob Roberts, diretto da Tim Robbins. Ha davvero fatto il suo debutto nel film TV del 1998 The Temptations. Più di recente, il sindaco Luke Ravenstahl e Max Starks degli Steelers hanno "gareggiato" nel musical di Broadway, The 25th Annual Putnam County Spelling Bee. Registrato sul palco della Heinz Hall, il compositore e cantautore Burt Bacharach è stato sul Today Show della NBC il 5 dicembre 2006. La Heinz Hall è una parte importante delle arti a Pittsburgh e continua a fare la storia. Nel 2012 il chitarrista Phish, Trey Anastasio, hanno eseguito loro composizioni con l'Orchestra Sinfonica di Pittsburgh. Sono stati eseguiti brani selezionati dal catalogo Phish così come propri pezzi orchestrali scritti da Trey "Guyute" e "Time Turns Elastic". Hanno finito la serata col finale di Abbey Road dei Beatles.

## Exchange Hotel
Prima della costruzione del Teatro Loew's Penn, un hotel occupava quel luogo, l'Hotel Exchange che era stato costruito nel 1840. Ci sono documenti che provano che Charles Dickens e la moglie soggiornarono all'Exchange per 3 giorni nel mese di marzo 1842. Circa nel 1872 l'hotel fu rinominato Hotel St. Clair, fu allargato verso la Penn Avenue prima del 1882 e circa dal 1890 fino al 1920 gli fu ancora cambiato nome in Anderson Hotel.